# Andromeda Matz
Agata Andromeda Justyne Matz, ogift Madejska, född 19 december 1965, är en svensk journalist, lärare och författare. Hon har varit programledare för exempelvis Vakna och Radio Europa.
Andromeda Matz kom till Sverige från Polen vid sju års ålder och arbetade så småningom i 15 år på radion, bland annat inom Barnradion och Utbildningsradion, innan hon bestämde sig för att frilansa för att kunna arbeta mer med dokumentärer. Därefter blev hon lärare i Lund. Tillsammans med Krister Cedergren gav hon 2008 ut boken "Klematis – över 100 utvalda sorter".
Hon är gift med radiojournalisten Andreas Matz, son till journalisterna Edvard Matz och Kerstin Matz.